# Lekkoatletyka na Letnich Igrzyskach Olimpijskich 1920 – sztafeta 4 × 100 m mężczyzn
Sztafeta 4 x 100 m mężczyzn była jedną z konkurencji lekkoatletycznych na Letnich Igrzyskach Olimpijskich 1920. Zawody odbyły się w dniach 21-22 sierpnia. W zawodach uczestniczyło 52 zawodników z 13 państw.

## Rekordy
| Rekord świata     | 42,3 | Otto Röhr Max Herrmann Erwin Kern Richard Rau | Sztokholm (SWE) | 8 lipca 1912 |
| Rekord olimpijski | 42,3 | Otto Röhr Max Herrmann Erwin Kern Richard Rau | Sztokholm (SWE) | 8 lipca 1912 |

## Wyniki

### Półfinały
Półfinał 1
| Miejsce | Zawodnik                                                         | Czas | Kwal. |
| ------- | ---------------------------------------------------------------- | ---- | ----- |
| 1       | Charlie Paddock, Jackson Scholz, Loren Murchison, Morris Kirksey | 43,0 | Q     |
| 2       | Jean Colbach, Paul Hammer, Jean Proess, Alex Servais             | 44,4 | Q     |
| 3       | Félix Mendizábal, Diego Ordóñez, Carlos Botín, Federico Reparez  | 44,6 |       |
| —       | Bjarne Guldager, Asle Bækkedal, Rolf Stenersen, Erling Aastad    | DSQ  |       |
| —       | Vittorio Zucca, Giovanni Orlandi, Giorgio Croci, Mario Riccobono | DSQ  |       |

Półfinał 2
| Miejsce | Zawodnik                                                         | Czas | Kwal. |
| ------- | ---------------------------------------------------------------- | ---- | ----- |
| 1       | René Lorain, René Tirard, René Mourlon, Émile Ali-Khan           | 43,0 | Q     |
| 2       | William Hill, Harold Abrahams, Denis Black, Victor d’Arcy        | 43,3 | Q     |
| 3       | Albert Heijnneman, Jan de Vries, Harry van Rappard, Cor Wezepoel | 43,5 |       |
| 4       | Max Houben, Julien Lehouck, Omer Smet, Paul Brochart             | 43,7 |       |

Półfinał 3
| Miejsce | Zawodnik                                                           | Czas | Kwal. |
| ------- | ------------------------------------------------------------------ | ---- | ----- |
| 1       | Agne Holmström, William Petersson, Sven Malm, Nils Sandström       | 43,4 | Q     |
| 2       | Henri Thorsen, Fritiof Andersen, August Sørensen, Marinus Sørensen | 43,8 | Q     |
| 3       | Jack Oosterlaak, Willie Bukes, Henry Dafel, Frank Irvine           | 44,4 |       |
| 4       | August Waibel, Walter Leibundgut, Adolf Rysler, Josef Imbach       | 44,2 |       |

### Finał
| Miejsce | Skład                                                              | Czas    |
| ------- | ------------------------------------------------------------------ | ------- |
| 1       | Charlie Paddock, Jackson Scholz, Loren Murchison, Morris Kirksey   | 42,2 WR |
| 2       | René Lorain, René Tirard, René Mourlon, Émile Ali-Khan             | 42,5    |
| 3       | Agne Holmström, William Petersson, Sven Malm, Nils Sandström       | 42,8    |
| 4       | William Hill, Harold Abrahams, Denis Black, Victor d’Arcy          | 43,0    |
| 5       | Henri Thorsen, Fritiof Andersen, August Sørensen, Marinus Sørensen | 43,3    |
| 6       | Jean Colbach, Paul Hammer, Jean Proess, Alex Servais               | 43,6    |